# تيتوس هوسمر
تيتوس هوسمر هو قاضي ومحامي وسياسي أمريكي، ولد في 1736 في West Hartford, Connecticut ‏ في الولايات المتحدة، وتوفي في 4 أغسطس 1780 في ميدلتاون في الولايات المتحدة. انتخب عضو مجلس نواب كونيتيكت ‏.